# Administración Provisional Turca de Chipre
La Administración Provisional Turca de Chipre (en turco: Kıbrıs Geçici Türk Yönetimi), fue la administración turca de la isla de Chipre desde el 27 de diciembre de 1967 hasta el establecimiento de la administración autónoma turcochipriota el 1 de octubre de 1974 por parte de los turcochipriotas.
Fue establecida el 27 de diciembre de 1967, en lugar del Comité General Turco de Chipre, durante los años previos a la invasión de Chipre. Los asuntos legislativos, ejecutivos y judiciales de la administración permanente se administraron de acuerdo con sus propias leyes. Además, los miembros del Consejo de la Comunidad Turca de Chipre y la Cámara de Representantes de Chipre se unieron bajo el Consejo de la Administración Turcochipriota. Orhan Müderrisoğlu se convirtió en el primer presidente del parlamento. Fazıl Küçük era el presidente de la Administración Turca Temporal y Rauf Denktaş era el vicepresidente. En su reunión del 21 de abril de 1971, la Administración Turca Provisional de Chipre eliminó el título provisional de su nombre y pasó a llamarse Administración Turca de Chipre. Terminó con el establecimiento de la Administración autónoma turcochipriota el 1 de octubre de 1974 resultado de la invasión turca de julio de ese año.